# Wim Stroetinga
Willem Stroetinga, detto Wim (Drachten, 23 maggio 1985), è un dirigente sportivo, ex pistard e ciclista su strada olandese. Pluri-medagliato mondiale ed europeo nel ciclismo su pista, è stato attivo come ciclista fino al 2020. Dal 2024 è direttore sportivo del team femminile Liv AlUla Jayco.

## Palmarès

### Pista
- 2002 (Juniores)

Campionati del mondo, Scratch Junior
- 2003 (Juniores)

Campionati europei, Corsa a punti Junior
Campionati olandesi, Keirin Junior
- 2004

UIV Cup Amsterdam, Americana Under-23 (con Geert-Jan Jonkman)
Campionati olandesi, Scratch
- 2005

4ª prova Coppa del mondo 2004-2005, Scratch (Sydney)
Campionati olandesi, Scratch
- 2006

Campionati europei, Scratch Under-23
Campionati olandesi, Scratch
Campionati olandesi, Americana (con Niki Terpstra)
- 2007

Campionati olandesi, Americana (con Niki Terpstra)
- 2008

4ª prova Coppa del mondo 2007-2008, Scratch (Copenaghen)
Campionati europei, Omnium endurance
1ª prova Coppa del mondo 2008-2009, Scratch (Manchester)
Campionati olandesi, Corsa a punti
Campionati olandesi, Inseguimento individuale
Campionati olandesi, Scratch
Campionati olandesi, Americana (con Peter Schep)
- 2012

Sei giorni di Rotterdam (con Peter Schep)
Campionati olandesi, Corsa a punti
- 2013

International Belgian Open, Scratch (Gand)
Campionati olandesi, Americana (con Jens Mouris)
- 2014

Sei giorni di Brema (con Leif Lampater)
- 2015

Campionati olandesi, Inseguimento individuale
Campionati olandesi, Corsa a punti
- 2017

Sei giorni di Berlino (con Yoeri Havik)
Campionati olandesi, Americana (con Yoeri Havik)
- 2018

Sei giorni di Berlino (con Yoeri Havik)
Sei giorni di Londra (con Yoeri Havik)
Campionati olandesi, Americana (con Yoeri Havik)
Campionati olandesi, Scratch
- 2019

Sei giorni di Manchester (con Yoeri Havik)
Campionati olandesi, Americana (con Yoeri Havik)
- 2020

Sei giorni di Rotterdam (con Yoeri Havik)
Sei giorni di Berlino (con Moreno De Pauw)

### Strada
- 2005 (Team Löwik Meubelen, due vittorie)

Ronde van Midden-Nederland
3ª tappa OZ Wielerweekend
- 2006 (Fondas-P3 Transfer, una vittoria)

4ª tappa Olympia's Tour (Surhuisterveen > Hardenberg)
- 2011 (Koga Cycling Team, quattro vittorie)

2ª tappa Olympia's Tour (Noordwijk > Olst)
3ª tappa Olympia's Tour (Ulft > Gendringen)
4ª tappa Olympia's Tour (Elst > Reuver)
Ronde van Midden-Nederland
- 2012 (Koga Cycling Team, tre vittorie)

1ª tappa Ronde van Overijssel (Rijssen > Rijssen)
1ª tappa Olympia's Tour (Zandvoort > Noordwijk)
Nationale Sluitingsprijs
- 2013 (Koga Cycling Team, una vittoria)

6ª tappa Olympia's Tour (Reuver > Reuver)
- 2014 (Koga Cycling Team, sei vittorie)

Zuid Oost Drenthe Classic I
3ª tappa Olympia's Tour (Hoorn > Hoorn)
4ª tappa Olympia's Tour (Zoetermeer > Rijswijk)
5ª tappa Olympia's Tour (Reuver > Reuver)
6ª tappa Olympia's Tour (Hoofddorp > Hoofddorp)
Ronde van Midden-Nederland
- 2015 (Parkhotel Valkenburg Continental, quattro vittorie)

Himmerland Rundt
1ª tappa, 2ª semitappa Olympia's Tour (Assen > Ureterp)
3ª tappa Olympia's Tour (Reuver > Reuver)
5ª tappa, 2ª semitappa Olympia's Tour (Delft > Delft)
- 2016 (Parkhotel Valkenburg Continental, una vittoria)

5ª tappa Ster ZLM Toer (Someron > Boxtel)

#### Altri successi
- 2005 (Team Löwik Meubelen)

Criterium Skara
- 2008 (Ubbink-Syntec Cycling Team)

Criterium Assendelft
- 2012 (Koga Cycling Team)

Zwevezele Koerse
- 2013 (Koga Cycling Team)

Criterium Enkhuizen
- 2014 (Koga Cycling Team)

Rund um Steinfurt
Classifica a punti Olympia's Tour
- 2015 (Parkhotel Valkenburg Continental)

Classifica a punti Olympia's Tour

## Piazzamenti

### Competizioni mondiali
- Campionati del mondo su pista

Melbourne 2002 - Scratch Junior: vincitore
Melbourne 2002 - Inseguimento a squadre Junior: 7º
Melbourne 2002 - Velocità a squadre Junior: 8º
Melbourne 2002 - Americana Junior: 10º
Mosca 2003 - Scratch Junior: 4º
Mosca 2003 - Inseguimento a squadre Junior: 8º
Mosca 2003 - Americana Junior: 3º
Los Angeles 2005 - Scratch: 7º
Bordeaux 2006 - Scratch: 4º
Palma di Maiorca 2007 - Scratch: 2º
Manchester 2008 - Scratch: 2º
Pruszków 2009 - Scratch: 20º
Pruszków 2009 - Americana: 11º
Melbourne 2012 - Scratch: 3º
Melbourne 2012 - Americana: 7º
Minsk 2013 - Americana: 12º
Saint-Quentin-en-Yvelines 2015 - Inseguimento a squadre: 8º
Saint-Quentin-en-Yvelines 2015 - Corsa a punti: 15º
Londra 2016 - Scratch: 20º
Londra 2016 - Inseguimento a squadre: 8º
Londra 2016 - Americana: 13º
Hong Kong 2017 - Scratch: 4º
Hong Kong 2017 - Americana: 8º
Apeldoorn 2018 - Scratch: 6º
Apeldoorn 2018 - Americana: 11º
- Giochi olimpici

Londra 2012 - Inseguimento a squadre: 7º
Rio de Janeiro 2016 - Inseguimento a squadre: 9º

### Competizioni continentali
- Campionati europei su pista

Büttgen 2002 - Inseguimento a squadre Junior: 8º
Mosca 2003 - Velocità a squadre Junior: 4º
Mosca 2003 - Inseguimento a squadre Junior: 2º
Mosca 2003 - Corsa a punti Junior: vincitore
Valencia 2004 - Inseguimento a squadre Under-23: 2º
Valencia 2004 - Scratch Under-23: 6º
Fiorenzuola d'Arda 2005 - Scratch Under-23: 3º
Atene 2006 - Scratch Under-23: vincitore
Cottbus 2007 - Inseguimento a squadre Under-23: 4º
Cottbus 2007 - Scratch Under-23: 19º
Cottbus 2007 - Americana Under-23: 2º
Alkmaar 2008 - Omnium Endurance: vincitore
Apeldoorn 2011 - Americana: 7º
Apeldoorn 2013 - Corsa a punti: 6º
Apeldoorn 2013 - Americana: 16º
Baie-Mahault 2014 - Inseguimento a squadre: 7º
Baie-Mahault 2014 - Corsa a punti: 14º
Baie-Mahault 2014 - Americana: 9º
Grenchen 2015 - Inseguimento a squadre: 9º
Grenchen 2015 - Scratch: 4º
Grenchen 2015 - Corsa a punti: 18º
Saint-Quentin-en-Yvelines 2016 - Scratch: 3º
Saint-Quentin-en-Yvelines 2016 - Americana: 9º
Berlino 2017 - Scratch: 14º
Glasgow 2018 - Americana: ritirato
Apeldoorn 2019 - Scratch: 3º
- Campionati europei su strada

Herning 2017 - In linea Elite: 81º